# Elisabeth Vreede

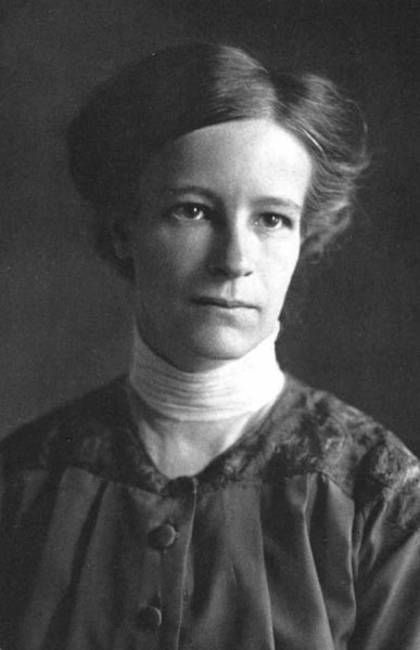
Elisabeth Vreede (1920er)

Elisabeth Vreede (* 16. Juli 1879 in Den Haag; † 31. August 1943 in Ascona) war eine niederländische Mathematikerin, Astronomin und Anthroposophin. Sie gehörte von 1925 bis 1935 dem Vorstand der Allgemeinen Anthroposophischen Gesellschaft an.

## Leben
Elisabeth Vreede kam schon im Elternhaus mit der Theosophie in Kontakt. Sie interessierte sich früh für den Sternenhimmel, las die Werke von Camille Flammarion und lernte dabei Französisch. Sie studierte Mathematik, Astronomie und Philosophie an der Universität Leiden. Nach dem Diplomabschluss 1906 gab sie bis 1910 Mathematikunterricht an einer höheren Mädchenschule.
Ab 1910 lebte sie in Berlin, arbeitete an ihrer (nicht vollendeten) Dissertation und zeitweise als Sekretärin von Rudolf Steiner. 1914 zog sie nach Dornach, um beim Bau des ersten Goetheanums mitzuhelfen. In den Kriegsjahren half sie bei der Fürsorge für Kriegsgefangene in Berlin.
Nach Kriegsende begann Vreede aus eigenen Mitteln die Bibliothek und das Archiv am Goetheanum aufzubauen. 1924 wurde sie Leiterin der Mathematisch-Astronomischen Sektion der Freien Hochschule für Geisteswissenschaft am Goetheanum. Vreede wirkte nach außen u. a. durch Herausgabe von Kalendern, astronomischen Rundbriefen und Sternenkarten.
Nachdem es in Deutschland zum Bruch zwischen der Anthroposophischen Gesellschaft und den Vereinigten Freien Anthroposophischen Gruppen gekommen war,  wurde Vreede im April 1935, mit der Ärztin Ita Wegman und den Leitungspersonen der Vereinigten Freien Anthroposophischen Gruppen, aus der Anthroposophischen Gesellschaft ausgeschlossen. Wenige Monate nach dem Tod Wegmans verstarb auch sie nach kurzer Krankheit.

## Werke
- Die Berechtigung der Mathematik in der Astronomie und ihre Grenzen. In: Anthroposophische Hochschulkurse, Bd. I/II, Stuttgart 1922
- Anthroposophie und Astronomie, Novalis Verlag, Freiburg im Breisgau 1954
  - Neu bearbeitete Auflage: Philosophisch-Anthroposophischer Verlag, Dornach 1980
- Die Bodhisattvafrage in der Geschichte der Anthroposophischen Gesellschaft. Zwei Vorträge (vom 9. und 11. Juli 1930). In: Thomas Meyer/Elisabeth Vreede, Die Bodhisattvafrage, Pegasus Verlagsbuchhandlung, Basel 1989
- Astrologie und Anthroposophie, Verlag am Goetheanum, Dornach 1993, ISBN 3-7235-0695-X